# Toma Murata
Toma Murata (født 22. juli 2000) er en japansk fodboldspiller, som spiller for den japanske fodboldklub FC Gifu.